# Place d'Armes (Versailles)
Pour les articles homonymes, voir Place d'Armes.
La place d'Armes est une place de Versailles en France.

## Situation et accès
La place d'Armes est une place grossièrement en forme d'éventail, située devant le château de Versailles. Elle mesure environ 300 m de long pour 150 m de large.
Sur son côté opposé au château, trois voies rayonnent en direction de l'est :
- au nord, l'avenue de Saint-Cloud ;
- au centre, l'avenue de Paris, dans l'axe du château ;
- au sud, l'avenue de Sceaux.

## Origine du nom
Situé généralement au centre d'une fortification, une place d'armes est le lieu de rassemblement d'une petite troupe et un espace central accueillant les cérémonies importantes de la vie militaire.

## Historique
En 1660, lorsque Louis XIV décide de l'extension de son palais, il n'existe face au château qu'une petite place se prolongeant par une allée rejoignant le chemin de Saint-Cloud. Dans un premier temps, il est envisagé de tracer trois allées en patte d'oie partant d'une place en demi-lune. Mais ce projet est trop modeste pour le souverain. Il est décidé de niveler et d'agrandir la place d'Armes et de faire rayonner depuis celle-ci trois larges avenues plantées d'arbres. Pour ce faire, les milliers de mètres cubes de terre qui ont été arrachés au sommet de la butte Montbauron pour l'aplanir sont utilisés pour les travaux de remblaiement de la place.
Le 23 août 1754, le roi Louis XV allume de son balcon un feu d'artifice sur la place, au moyen d'une « fusée courante » pour fêter la naissance du duc de Berry, futur Louis XVI.
Le 4 mars 1984 se tient avenue de Paris, jusqu'à la place d'Armes, une manifestation du « mouvement de l'École libre ».

## Bâtiments remarquables et lieux de mémoire

La place d'Armes vue depuis les étages du château.

La place d'Armes borde les édifices suivants :
- à l'ouest, le château de Versailles où la grille d'Honneur la sépare de la cour d'Honneur ;
- à l'est, la Grande Écurie[4] ;
- à l'est également, la Petite Écurie[5].

La place accueille également depuis 2009 la statue équestre de Louis XIV, qui se trouvait auparavant dans la cour d'Honneur.

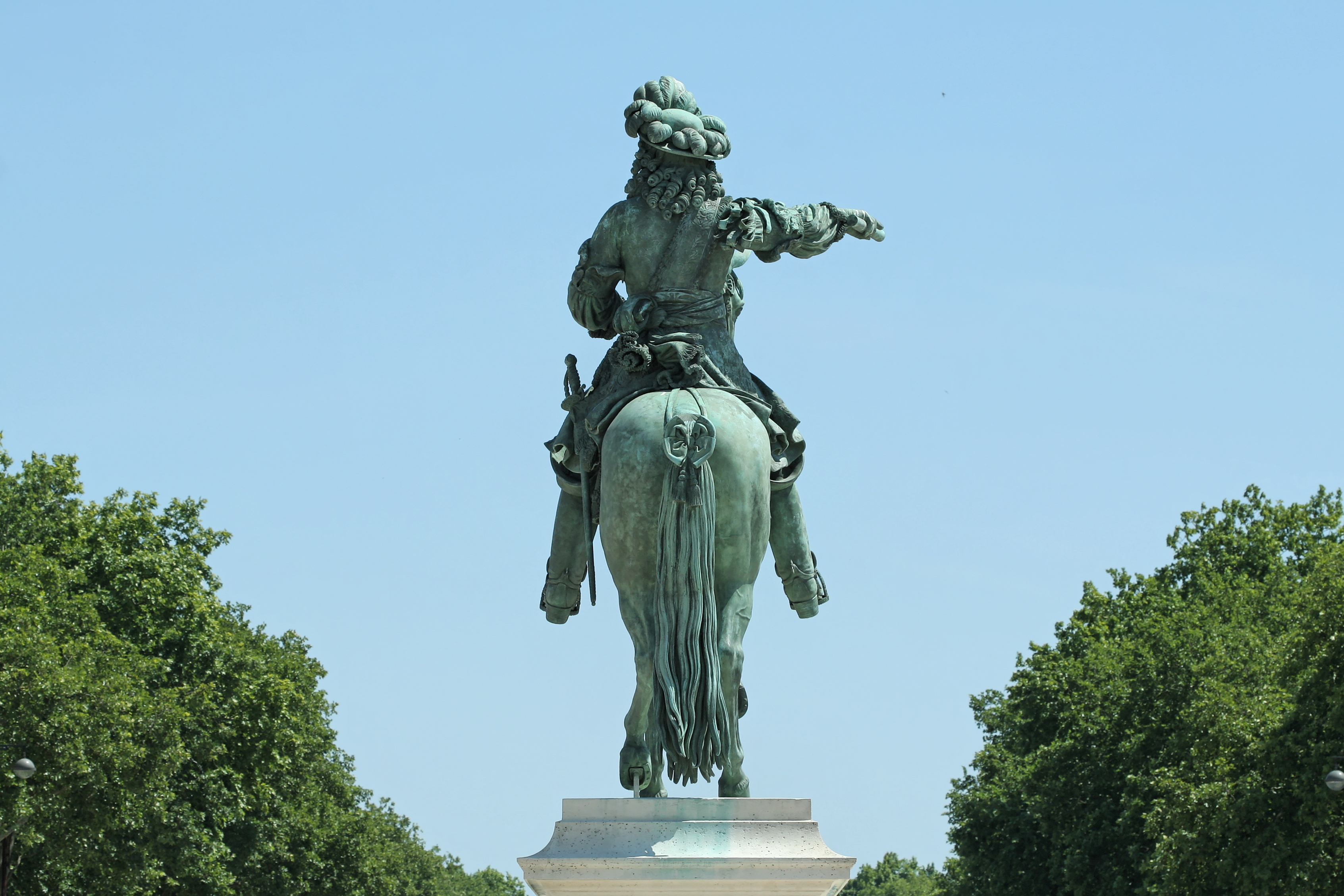
Statue de Louis XIV dans l'axe de l'avenue de Paris.

| - Le château avec la cour d'Honneur et la place d'Armes au premier plan en 1668. - Le château avec au premier plan la place d'Armes au début du XXe siècle. - La place d'Armes au début du XXe siècle. Les attelages tirés par des chevaux et les automobiles s'y croisent. |

## Exploitation
Actuellement, la place d'Armes est exploitée par la mairie de Versailles comme parking pour les voitures (530 places) ainsi que pour les autocars (170 places).